# Linton, Victòria
Linton és un poble a Victòria, Austràlia, a la carretera Glenelg. La major part del municipi està a la comarca Golden Plains, però una petita secció està a la comarca Pyrenees. El cens de 2016 a Linton i àrea als voltants era de 580 habitants. Al sud-est del municipi hi ha la reserva natural d'ocells Clarkesdale, prop del rierol Springdallah Creek.

## Història
Linton es va establir cap al 1840. El nom es deu a una família pionera a l'àrea.
El 1848 es va trobar or on després es diria Excavacions de Linton. Xinesos, entre d'altres, van minar els pous locals fins que l'or es va exhaurir. Els miners van romandre a l'àrea, establint cultius. L'oficina de correus va obrir el 5 de novembre de 1857, amb el nom de Linton's i el 1860 es va canviar el nom a Linton. Encara ara es pot trobar molta maquinària minera pel districte de Linton.
El diari local Grenville Standard va començar a publicar-se l'abril de 1895, i se'n van publicar 2.389 números, fins al 23 d'octubre de 1941. Se n'han digitalitzat les edicions de 1914 a 1918 dins del projecte de digitalització de diaris d'Austràlia.
El polític del Partit Laborista Australià (ALP) i líder de l'Oposició Federal 1922-1928, Matthew Charlton, va néixer a Linton el 1866.
El desembre de 1988, cinc bombers van morir atrapats a l'autobomba quan extingien l'incendi forestal prop de Linton. Aquest fet va inspirar la creació del Dia Internacional dels Bombers.